# Даяно
Даяно (итал. Daiano) — коммуна в Италии, располагается в области Трентино-Альто-Адидже, в провинции Тренто.
Население коммуны, на 31.12.2019 года, составляло 654 человека, плотность населения ─ 68,76 чел./км². Коммуна занимает площадь 9,51 км². Почтовый индекс — 38030. Телефонный код — 0462.
Покровителем коммуны почитается святой апостол Фома, празднование 3 июля.

## Население
Динамика населения:

## Администрация коммуны
- Официальный сайт: